# Thylacoptila paurosema
Thylacoptila paurosema is een vlinder uit de familie snuitmotten (Pyralidae). De wetenschappelijke naam is voor het eerst geldig gepubliceerd in 1888 door Meyrick.
De soort komt voor in Europa.